# Пост, Сандер
Сандер Пост (эст. Sander Post; 10 сентября 1984, Вильянди) — эстонский футболист, нападающий, ранее — защитник. Ныне — тренер. Выступал за национальную сборную Эстонии.

## Биография

### Клубная карьера
Воспитанник футбольной школы клуба «Тулевик» (Вильянди). В 2000 году начал выступать на взрослом уровне за вторую команду клуба, носившую название «Вильянди», затем два сезона играл за клуб «Элва». В 2003 году дебютировал в основном составе «Тулевика» в высшей лиге Эстонии.
В 2004 году перешёл в один из сильнейших клубов Эстонии — таллинскую «Флору». В середине 2000-х годов был переведён с позиции центрального защитника на позицию нападающего, по причине того, что основные нападающие выбыли из состава из-за травм. В 2008 году стал лучшим бомбардиром своего клуба с 19 голами, и занял третье место в споре бомбардиров чемпионата. В 2010 году стал лучшим бомбардиром чемпионата, забив 24 гола в 17 матчах, и по среднему соотношению забитых голов за матч показал лучший результат в Европе. В составе «Флоры» стал чемпионом Эстонии 2010 года и неоднократно завоёвывал медали чемпионата. В 2010 году признан лучшим футболистом чемпионата Эстонии.
В сезоне 2005/06 сыграл один матч за датский «Вайле» в первом дивизионе, выступая на правах аренды. В 2008—2010 годах, также на правах аренды, провёл два сезона в голландском «Гоу Эхед Иглз» в первом дивизионе, забил гол в своём дебютном матче, 22 августа 2008 года в ворота «РКК Валвейк». В 2011—2012 годах играл в высшем дивизионе Норвегии за «Олесунн», был приобретён на замену другому высокорослому форварду (204 см) Тору-Хогне Орою. В составе норвежского клуба стал обладателем Кубка Норвегии 2011 года, в финальном матче вышел на замену на 90-й минуте.
В 2013 году вернулся во «Флору» и провёл в ней два сезона. В первой игре после возвращения, в Кубке Эстонии, забил восемь голов в ворота «Реала» (18:0). С 2015 года до конца карьеры играл в родном городе за «Тулевик», с ним в 2016 году стал победителем первой лиги.

### Карьера в сборной
Дебютный матч за национальную сборную Эстонии сыграл 2 декабря 2004 года против Венгрии. Затем несколько лет не выступал за сборную. Первый гол забил в своём втором матче, 21 мая 2010 года в ворота команды Финляндии. В 2010 году провёл девять матчей, затем снова был длительный перерыв. Последние два матча за национальную команду сыграл в 2014 году, всего на его счету 12 матчей и один гол.

### Тренера
7 сентября 2022 года стало известно, что Сандер Пост был назначен и.о. главного тренера сборной Эстонии U21.

## Достижения
- Чемпион Эстонии (1): 2010
- Серебряный призёр чемпионата Эстонии (1): 2007
- Обладатель Кубка Эстонии (2): 2008, 2013
- Обладатель Суперкубка Эстонии (2): 2011, 2014
- Лучший бомбардир чемпионата Эстонии: 2010 (24 гола)
- Лучший игрок чемпионата Эстонии: 2010
- Обладатель Кубка Норвегии (1): 2011